# وقتی ببرها رها شدند
وقتی ببرها رها شدند (به انگلیسی: When the Tigers Broke Free)، آهنگی از گروه پراگرسیو راک پینک فلوید است که توسط راجر واترز نوشته شده‌است، و در این آهنگ دربارهٔ چگونگی مرگ پدرش توضیح می‌دهد که در جنگ جهانی دوم کشته شد. این آهنگ برای آلبوم دیوار نوشته شده بود، اما به دلیل مخالفت سایر اعضای گروه در لیست آن آلبوم قرار نگرفت، اما به صورت تک‌آهنگ قبل از انتشار فیلم دیوار منتشر شد، در سال ۲۰۰۴ و درانتشار مجدد آلبوم برش نهایی در این آلبوم قرار گرفت.
شعر وقتی ببرها آزاد شدند، نشان بر این دارد که واترز به چه می‌اندیشد و چه کسی را مسؤل قربانی شدن پدرش در آنزیو می‌داند:
"و وقتی که شاه جورج پیر و مهربان، خبر مرگ پدرم را شنید برای مادرم پیام فرستاد.

به یاد دارم که ان شکل یه طومار بود و طلا کوب شده بود، فقط همین!
و من یه روز آن را در کشوی عکس‌های قدیمی پیداش کردم، پنهانش کرده بودند.
و هنوز هم هروقت یادم میاد چشمام خیس می‌شن، اعلاحضرت آن را با مُهر لاستیکی مخصوصش مُهر زده بود.
همه جا تاریک بود و زمین یخ بسته بود وقتی که ببرها آزاد شدند.
هیچ‌کس از هَنگ ارتش سلطنتی انگلستان زنده نماند.
همه در اردوگاه جا مانده بودند. بیشترشان مرده بودند و بقیه هم جان می‌کندند.
و چنین بود که فرماندهی کل پدرم را ازم گرفت."